# Župnija Ojstrica
Župnija Ojstrica je rimskokatoliška teritorialna župnija dekanije Dravograd-Mežiška dolina koroškega naddekanata, ki je del nadškofije Maribor.

## Sakralni objekti
- Cerkev svetega Janeza Krstnika, Ojstrica, Dravograd (župnijska cerkev)
- Cerkev Svetega Duha, Sveti Duh
- Kapela Svete Trojice, Goriški Vrh